# 沃伊沃达·达维德
沃伊沃达·达维德（匈牙利語：Vojvoda Dávid，1990年9月4日—），匈牙利籃球運動員，現在效力於匈牙利球隊Szolnoki Olaj KK。他也代表匈牙利國家男子籃球隊參賽。